# Ein Ausgestoßener, 1. Teil
Ein Ausgestoßener, 1. Teil, oftmals mit dem Zusatz Der junge Graf oder Der junge Chef versehen, ist ein frühes deutsches Stummfilmdrama aus dem Jahre 1913 von Joe May.

## Handlung
Die Handlung ist recht komplex und spielt in den Kreisen der gehobenen Gesellschaft:
Robert Lambard, Sohn eines angesehenen Pariser Bankiers, verführt Marguerite Walser, die Schwester des bei seinem Vater angestellten, fleißigen Prokuristen Guy Walser. Zu diesen Zeiten, zumal in der gehobenen Gesellschaftsschicht, bleibt ein solcher Akt natürlich nicht ohne soziale Folgen, und so fordert Guy, nachdem er von diesem Verhältnis erfahren hat, Lambard junior ultimativ auf, seine Schwester zu heiraten, um deren „beschmutzte“ Ehre wiederherzustellen. Doch der lacht nur darüber und weist dieses Ansinnen brüsk zurück. Da Monsieur Walser die Familienehre und die seiner Schwester über alles geht, kommt es daraufhin zu einem heftigen Streit, in dem Guy den „Schänder von Marguerites Ehre“ kurzerhand erschlägt. Nun ist auch Guys Leben zerstört, denn er wird für diese Bluttat vor Gericht gestellt. Es kommt zu einer Verurteilung, und Guy Walser muss wegen Totschlags für zehn Jahre hinter Gittern. Diese Strafe ist mit einer Deportation verbunden. Sieben Jahre lang verbringt Walser das Leben eines Bagnosträflings im Nirgendwo, er ist ein Ausgestoßener.
Nach seiner vorzeitigen Begnadigung – ihm wurden drei Jahre erlassen – kehrt Guy Walser nach Paris zurück. Dort soll sich seine Mitmenschlichkeit während der brutalen Haftzeit reichlich bezahlt machen. Ein Mitgefangener, Graf Vilvain, dem er während der Deportation zur Seite stand, hat ihm das beträchtliche Vermögen von 3.465.607 Francs hinterlassen! Walser verlässt Paris, und es verschlägt ihn nach Siebenbürgen. Dort verliebt er sich in die ebenso jugendliche wie zauberhafte Lucienne Rameau, der Tochter eines wohlhabenden Gutsbesitzers. Doch im Kampf um die Gunst jener Dame steht er nicht allein; ein verschlagener und hinterhältiger Graf namens de Greuze ist sein schärfster Konkurrent, und der macht auch vor unlauteren Mitteln keinen Halt. Außerdem hält ein ebenso wilder wie wildgewordener Bär das Geschehen in Gang und sorgt für allerlei Gefahren, bis er erlegt wird. Schließlich sinkt Lucienne in Guys Arme und verlobt sich mit ihm.

## Produktionsnotizen
Ein Ausgestoßener, 1. Teil entstand zum Jahresbeginn im Continental-Film-Atelier in der Berliner Chausseestraße 123. Der Film passierte die Zensur im März 1913 und erlebte seine Uraufführung am 14. März 1913 in den Kammerlichtspielen am Potsdamer Platz. Der Film besaß vier Akte. In Österreich-Ungarn, wo Ein Ausgestoßener, 1. Teil am 9. Mai 1913 herausgebracht wurde, besaß der Streifen eine Länge von rund 1400 Metern.
Mit Der ewige Friede. Ein Ausgestoßener, 2. Teil, wurde 1915 ein zweiter Teil herausgebracht. Dort gab der Ungar Arzén von Cserépy sein Regiedebüt. Bei diesem Film wurde die von May begonnene Geschichte weitergesponnen und erzählt, wie Guy Walser von seiner Vergangenheit wieder eingeholt wird.
Paul Leni entwarf hier die Filmbauten; Ein Ausgestoßener, 1. Teil könnte seine erste Arbeit für das Kino überhaupt gewesen sein.

## Kritik
„Man weiß nicht, worüber man mehr entzückt ist: über die absolut künstlerische Photographie mit ihren vielerlei die Farbe völlig ersetzenden einfach genial hervorgebrachten Lichteffekten … oder über das bald bannende, bald fortreißende Spiel, das … ein jedes gesprochene Wort und jede Silbe überflüssig erscheinen läßt … oder über die reichgegliederte Handlung, viel reicher, als es im modernen Drama möglich ist – mit einem anderen Wort: unser ergreift und erschüttert wohl unablässig Dramatisches… (…) In diesem Sinne aber ist unser neuestes Kinoschauspiel „Ein Ausgestoßener“  schlechterdings ein Manifest, das auch die Kinogegner anlocken wird….“